# Baeocera globosa
Baeocera globosa – gatunek chrząszcza z rodziny kusakowatych, podrodziny łodzikowatych i plemienia Scaphisomatini.
Gatunek ten opisany został w 1926 roku przez M. Pica. W 1971 roku został redeskrybowany i przeniesiony do rodzaju Eubaeocera przez Ivana Löbla.
U chrząszcza tego rowek przyszwowy pokryw zaczyna się u ich podstawy, zakrzywia się wzdłuż krawędzi nasadowej i formuje niepełny rządek przypodstawowy, niełączący się z rzędami bocznymi i niesięgający boków pokryw. Większość powierzchni pokryw jest bardzo delikatnie punktowana. Grube punktowanie zajmuje większą część pierwszego widocznego sternitu odwłoka.
Owad ten zasiedla opadłe liście i inne szczątki roślinne zalegające dna wiecznie zielonych lasów deszczowych i lasów górskich do wysokości 2300 m n.p.m. Podawany tylko z filipińskiej wyspy Luzon.